# ليبور راديميتس
ليبور راديميتس (بالتشيكية: Libor Radimec)‏ (مواليد 22 مايو 1950) هو لاعب كرة قدم. يلعب مع منتخب تشيكوسلوفاكيا لكرة القدم. سبق له أن لعب في كأس العالم لكرة القدم مع منتخب بلاده.

## روابط خارجية
- ليبور راديميتس على موقع الاتحاد الدولي (مؤرشف)  (الإنجليزية)
- ليبور راديميتس على موقع قاعدة بيانات كرة القدم.إي يو (الإنجليزية)
- ليبور راديميتس على موقع ناشيونال فوتبول تيمز (الإنجليزية)
- ليبور راديميتس على موقع عالم كرة القدم.نت (الإنجليزية)
- ليبور راديميتس على موقع أوليمبيديا (الإنجليزية)
- ليبور راديميتس على موقع اللجنة الأولمبية التشيكية (التشيكية)